# Ebbrittoniella ignita
Ebbrittoniella ignita is een keversoort uit de familie Hybosoridae. De wetenschappelijke naam van de soort is voor het eerst geldig gepubliceerd in 1883 door Westwood.